# Profertil Arena
De Profertil Arena is een multifunctioneel stadion in Hartberg, een stad in Oostenrijk. Tot 2014 heette dit stadion het TSV Stadion. Het stadion werd geopend in 1946 en gerenoveerd in 2009. In het stadion is plaats voor 5.024 toeschouwers.
Er zijn een aantal overdekte tribunes. Het stadion wordt vooral gebruikt voor voetbalwedstrijden, de voetbalclub TSV Hartberg maakt gebruik van dit stadion. Het stadion kan ook gebruikt worden voor atletiekwedstrijden. Om het grasveld heen ligt een atletiekbaan.

## Interlands
| Voetbalinterlands | Voetbalinterlands | Voetbalinterlands | Voetbalinterlands | Voetbalinterlands | Voetbalinterlands |
| №                 | Datum             | Wedstrijd         | Uitslag           | Competitie        | Toeschouwers      |
| ----------------- | ----------------- | ----------------- | ----------------- | ----------------- | ----------------- |
| 1                 | 26 mei 2012       | Tsjechië – Israël | 2–1               | Vriendschappelijk | 3.400             |
| 2                 | 26 mei 2014       | Iran – Montenegro | 0–0               | Vriendschappelijk | 1.000             |
| 3                 | 29 mei 2016       | Albanië – Qatar   | 3–1               | Vriendschappelijk | 4.500             |